# Vægtløftning under sommer-OL 2008 - 48 kg (damer)
Kvindernes 48kg er den letteste konkurrence for kvinder i vægtløftning. Konkurrencen blev afholdt 9. august klokken 10:00. Det var den første vægtløftningskonkurrence i Sommer-OL 2008. 

## Resultat
| placering | Nave                   | Snatch (kg) | Clean & Jerk (kg) | Total (kg) |
| --------- | ---------------------- | ----------- | ----------------- | ---------- |
| 1         | Chen Xiexia            | 95          | 117               | 212        |
| 2         | Sibel Özkan            | 88          | 111               | 199        |
| 3         | Chen Wei Ling          | 84          | 112               | 196 PB     |
| 4         | Im Jyoung-Hwa          | 86          | 110               | 196 PB     |
| 5         | Pensiri Laosirikul     | 85          | 110               | 195        |
| 6         | Hiromi Miyake          | 80          | 105               | 185        |
| 7         | Mélanie Noel           | 80          | 97                | 177        |
| 8         | Misaki Oshiro          | 80          | 92                | 172        |
| 9         | Marzena Karpińska      | 79          | 92                | 171 PB     |
| 10        | Marilou Dozois-Prévost | 76          | 90                | 166 PB     |
| 11        | Karla Moreno           | 65          | 85                | 150 PB     |
| –         | Genny Pagliaro         | 0           | –                 | DNF        |
| –         | Nurcan Taylan          | 0           | –                 | DNF        |
| –         | Pramsiri Bunphithak    | 0           | –                 | DNF        |